# Amaurornis olivacea
La gallineta filipina (Amaurornis olivacea) es una especie de ave gruiforme de la familia Rallidae endémica de Filipinas.

## Descripción
La gallineta filipina mide alrededor de 30 cm de largo. El plumaje de sus partes superiores es pardo mientras que su cabeza y partes inferiores son negruzcas con brillos azules. Su pico es blanquecino verdoso y sus patas amarillentas. El iris de sus ojos es rojo.